# جائزة بلجيكا الكبرى 2000
جائزة بلجيكا الكبرى 2000 (بالإنجليزية: 2000 Belgian Grand Prix)‏ هو سباق فورمولا 1 أقيم بتاريخ 27 أغسطس 2000 في حلبة دي سبا فرانكورشومب، ستافيلو، بلجيكا. كان الثالث عشر من أصل 17 في بطولة العالم لسباقات الفورمولا واحد موسم 2000. حلّ الفنلندي ميكا هاكينن أولا بينما جاء الألماني مايكل شوماخر في المركز الثاني وحصل على المركز الثالث الألماني رالف شوماخر.